# 막까오
막까오(베트남어: Mạc Cao / 莫暠 막고, ? ~ ?), 또는 막뚱(莫嵩)은 대월 막 왕조의 제1대 황제인 막당중의 증조부이다.
1527년, 막당중이 막 왕조를 세운 뒤 막까오의 묘호를 의조(懿祖), 시호를 홍경연철영예황제(洪慶淵哲英睿皇帝)로 하였다.

## 가족
- 증조부: 막딘찌
- 조부: 막자오
- 부친: 막투이
- 아들: 막빈